# Rhynchium annuliferum
Rhynchium annuliferum är en stekelart som beskrevs av Jean Baptiste Boisduval 1835. Rhynchium annuliferum ingår i släktet Rhynchium och familjen Eumenidae. Inga underarter finns listade i Catalogue of Life.